# Tribuna der Uffizien

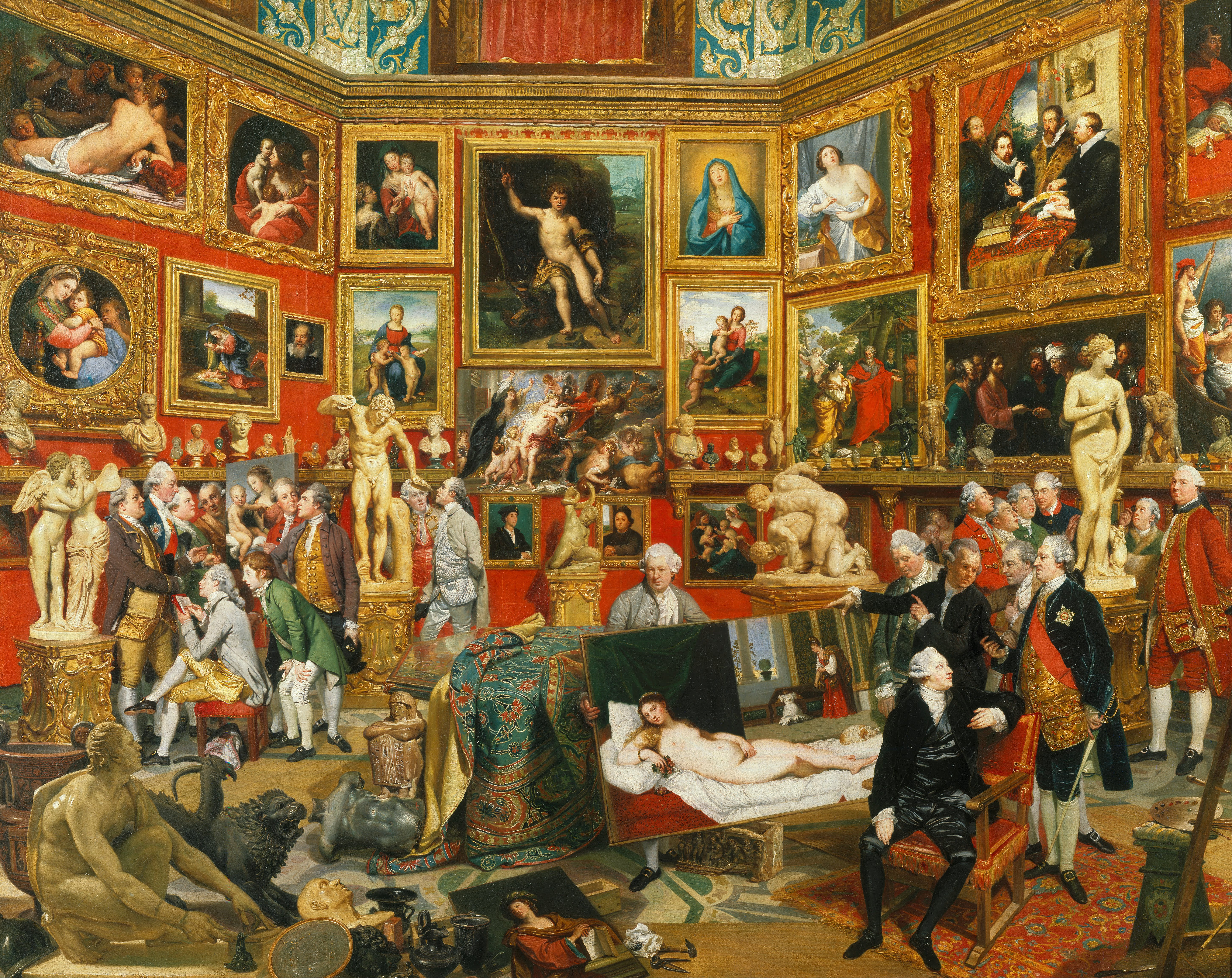
„Tribuna of the Uffizi“, gemalt 1772–77 von Johann Zoffany

Die Tribuna der Uffizien ist ein achteckiger Saal im Palast der Uffizien in Florenz. Er wurde 1584 von Bernardo Buontalenti für Francesco I. de’ Medici entworfen und beherbergt die wichtigsten Antiquitäten sowie Gemälde der Hochrenaissance und der Bologneser Malerei aus der Sammlung der Medici. Das Gebäude ist achteckig, denn nach christlicher Tradition ist die Zahl acht die Zahl, die den Himmel näher bringt. 1737 trat die Großherzogin Anna Maria Luisa de’ Medici die Sammlung an die toskanische Regierung ab. In den 1770er Jahren wurden die Uffizien – insbesondere die Tribüne – zum Dreh- und Angelpunkt von Besuchen des europäischen Hochadels in Florenz, welche der Stadt im 18./19. Jahrhundert auf ihrer Grand Tour durch Europa besuchten. Das Gemälde Tribuna degli Uffizi des englischen Malers Johann Zoffany zeigt die „Tribuna“ im Jahr 1777.